# Lythraria salicariae
Lythraria salicariae là một loài bọ cánh cứng trong họ Chrysomelidae. Loài này được Paykull miêu tả khoa học năm 1800.

## Hình ảnh

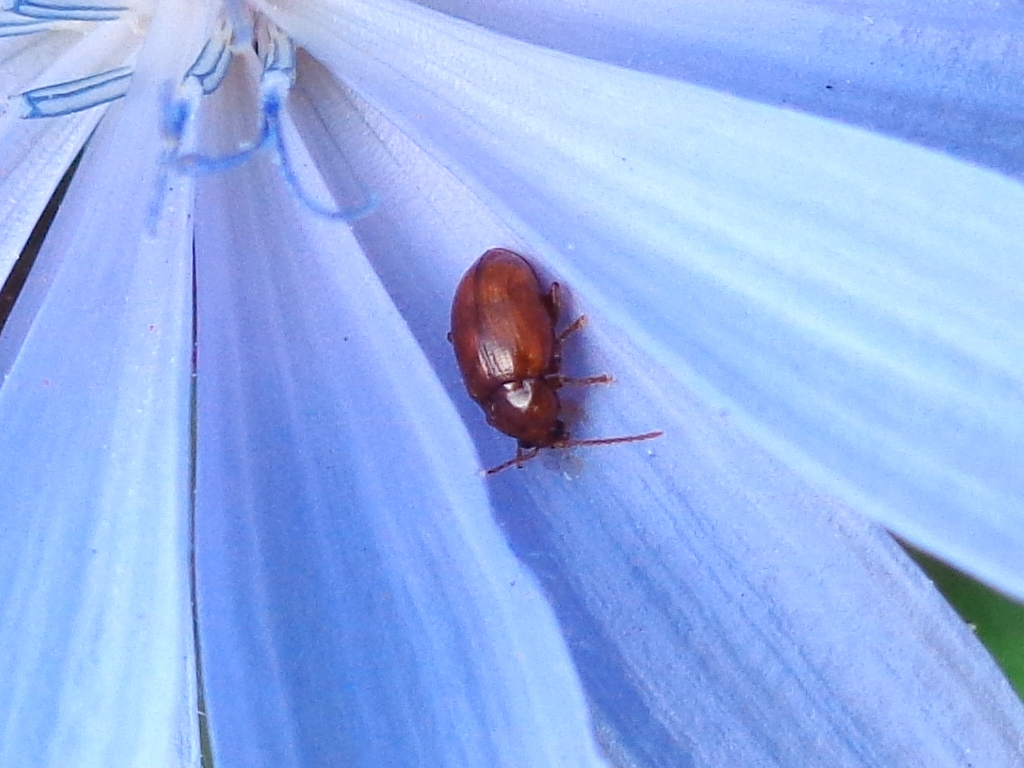